# Trivalvaria argentea
Trivalvaria argentea är en kirimojaväxtart som först beskrevs av Joseph Dalton Hooker och Thomas Thomson och som fick sitt nu gällande namn av James Sinclair.
Trivalvaria argentea ingår i släktet Trivalvaria och familjen kirimojaväxter. Inga underarter finns listade i Catalogue of Life.